# نارف ناتیونال پارک
نارف ناتیونال پارک (به لاتین: Narew National Park) یک منطقهٔ مسکونی در لهستان است که در Podlaskie Voivodeship, Poland واقع شده‌است.